# Нетушил, Иван Вячеславович
Иван Вячеславович Нетушил (1850—1928) — филолог-классик, историк, заслуженный ординарный профессор и последний ректор Императорского Харьковского университета. Член-корреспондент Императорской Академии наук (1910). Тайный советник.

## Биография
Родился в 1850 году (по другим сведениям — в 1852) в г. Простейов в Моравии (Чехия) в семье управляющего небольшим предприятием.
Начальное образование получил в немецкой четырёхклассной школе, затем учился в частной гимназии. Поступил на богословский факультет в Оломоуце, затем перешел в Пражский университет на классическое отделение философского факультета. В 1874 году переехал в Санкт-Петербург, где слушал лекции в Санкт-Петербургском университете. В 1875 году, сдав в университете экзамен на звание учителя древних языков, с 6 марта был назначен преподавателем во 2-ю харьковскую гимназию, а через год перевёлся в 3-ю гимназию. Одновременно преподавал латинский язык в Мариинской женской гимназии.
В 1882 году в Императорском Московском университете сдал магистерский экзамен и в 1883 году защитил диссертацию на степень магистра римской словесности, вв 1884 году был избран доцентом кафедры римской словесности
В 1886 году в Харьковском университете защитил докторскую диссертацию «Этюды и материалы для научного синтаксиса латинского языка. О падежах» и в 1887 году — стал экстраординарным, а в 1888 году — ординарным профессором Императорского Харьковского университета. Читал курс римских древностей, римской и греческой грамматики, педагогики, вёл практические занятия.
С 1886 года — секретарь Совета историко-филологического факультета, член Совета при попечителе Харьковского учебного округа.
Проректор Харьковского университета в 1906—1912 годах; ректор Харьковского университета с 26 января 1912 года по 1918 год. С 1 января 1913 года состоял в чине тайного советника; был заслуженным профессором (вне штата); имел награды: ордена Св. Анны 2-й степени, Св. Владимира 3-й степени, Св. Станислава 1-й степени.
И. В. Нетушил занимался преимущественно ранней историей Рима, проблемами генезиса латинского языка. Работы его содержат тщательный филологический анализ текстов. Главные труды: «Генетическое изложение фонетики и морфологии латинского языка с кратким обозрением осского и умбрийского языков» (Харьков, 1878), «Латинский синтаксис» (полное издание, Харьков, 1880; сокращенное, Харьков, 1880; 3 изд., под заглавием: «Латинская грамматика. Ч. II: синтаксис», Харьков, 1892), «Об аористах в латинском языке» (Харьков, 1881), «О падежах» («Этюды и материалы для научного синтаксиса латинского языка», т. II, Харьков, 1885), «О залогах» («Этюды и материалы», т. III, вып. I, Харьков, 1888), «Очерк римских государственных древностей» (т. I, «Государственное устройство Рима до Августа», вып. I, Харьков, 1894; вып. II, 1896; вып. III в «Записках Харьковского Университета», 1897). Н. принимал большое участие в «Иллюстрированном издании латинских и греческих классиков», под ред. Манштейна и Георгиевского, и напечатал много статей в «Филологическом Обозрении», «Berl. Philolog. Wochenschrift» и др. изданиях.
Последние годы жизни провёл в семье сына (горного инженера) в Донбассе. В 1927 году вернулся в Харьков, где и умер год спустя, 21 февраля 1928 года.